# Театр сатиры (Москва)
Московский академический театр сатиры — драматический театр в Москве. Расположен возле станции метро «Маяковская» на Триумфальной площади в Тверском районе Центрального административного округа. Открылся 1 октября 1924 года в подвальном помещении дома № 10 в Большом Гнездниковском переулке.

## История

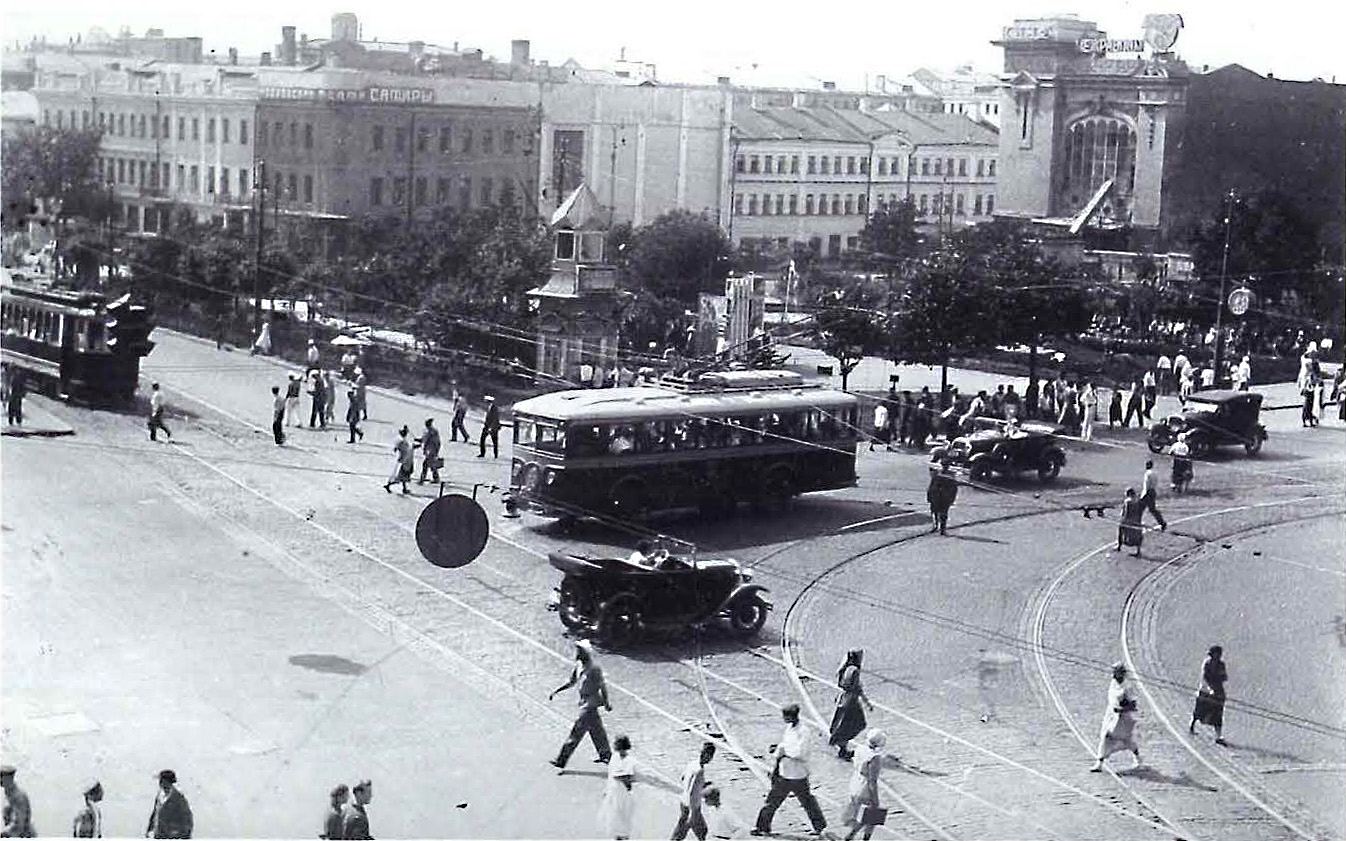
Панорама Триумфальной площади, 1934

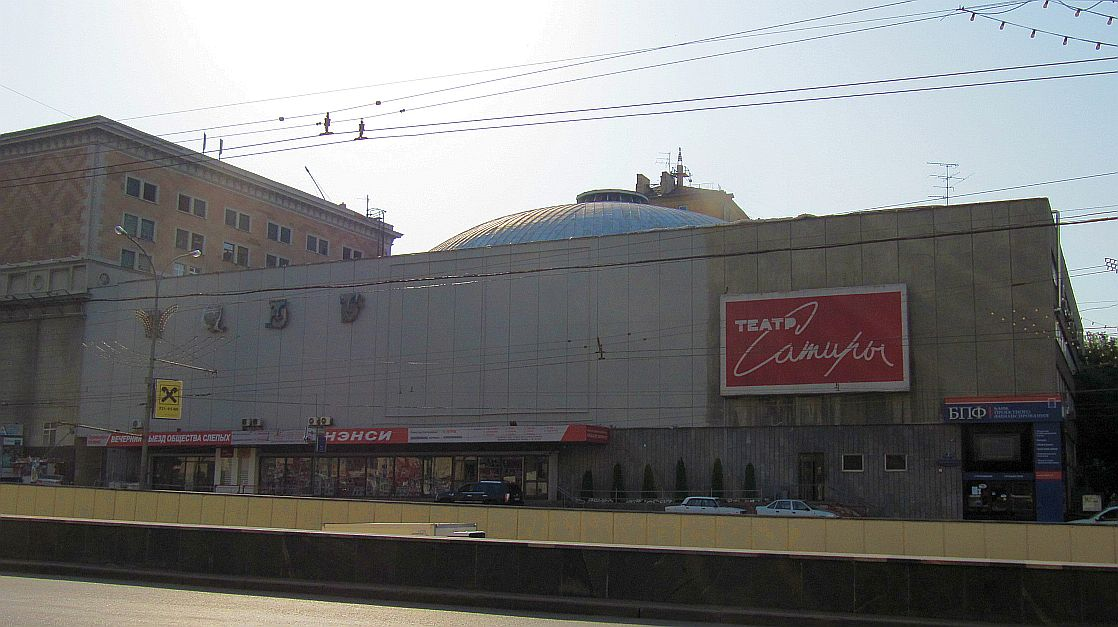
Московский академический театр сатиры на Триумфальной площади, 2011

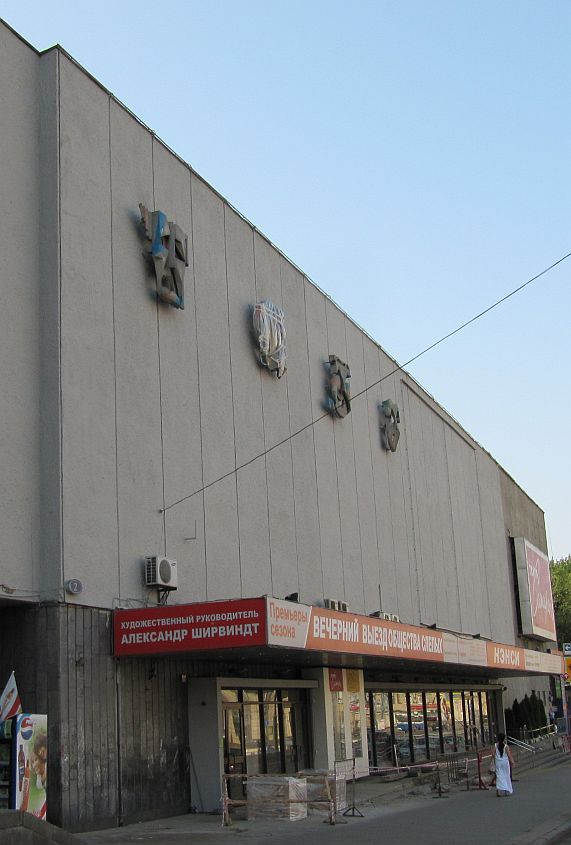
Фасад театра, 2011

Летом 1923 года у группы энтузиастов, состоящей из сатириков журналов «Красный перец» и «Крокодил», режиссёров и актёров театра-кабаре «Летучая мышь» и камерного театра миниатюр «Кривой Джимми» появилась идея организовать сатирический театр. Весной следующего года после успеха у публики обозрения «Смешанное общество», руководство театра «Кривой Джимми» окончательно решило изменить профиль на сатирический и показывать только политические и бытовые обозрения. Для решения вопросов по организации нового театра был создан специальный совет, в который вошли драматург Виктор Типот, режиссёр Давид Гутман, режиссёр Георгий Холмский, ставший позже директором Театра сатиры.
О первоначальной идеи названия театра — «Комедия» — отказались, потому что оно не подчёркивало главной идеи и не привлекало внимание зрителей к недостаткам, порокам и их исправлению, через смех. За театром закрепилось итоговое название — «Театр сатиры».
|  | Смеяться над тем, что смешно, бичевать всё мерзкое, тупое, косное, всё, что уродливым наростом торчит из нового советского быта.Лозунг появившегося Театра сатиры,1924 |

Московский театр сатиры открылся 1 октября 1924 года в подвальном помещении дома № 10 в Большом Гнездниковском переулке, где ранее располагался «Кривой Джимми». Первым спектаклем был «Москва с точки зрения» Виктора Типота и Николая Эрдмана. В начале деятельности в театре преобладали политические, бытовые и пародийные обозрения. Сюжеты для спектаклей искали в быте простых московских граждан и служащих. В состав первой труппы входили артисты, выступавшие в «Кривом Джимми»: Павел Поль, Дмитрий Кара-Дмитриев, Надежда Адамовна Нурм, Ева Яковлевна Милютина, Рафаил Корф, Фёдор Курихин, Алексей Бонди, Иван Иванович Зенин, Яков Рудин.
|  | Публика не только много хохочет, но и поминутно разражается аплодисментами, подчёркивая то свежую остроту, то удачную выдумку режиссёра, то актёрскую находчивость. Театр сатиры показал хорошее, поистине классное мастерство автора, режиссёра и актёра — дружный ансамбль этих трёх элементов спектакля. Давно не было так весело в театре.отзыв Владимира Блюма о «Москва с точки зрения»,1924 |

В 1927 году театр открыл филиал на Старой Триумфальной площади («Московский театр сатиры 2-й», 1-я Брестская улица, 1/29). Новый зал вмещал более 800 зрителей. К 1930 году театр переехал сюда целиком. Основой репертуара стали бытовая комедия и водевили, например, «Мелкие козыри» Виктора Ардова (1937) и «Страшный суд», «Вредный элемент», «Чужой ребёнок» Василия Шкваркина (1940). Также в театре ставили спектакли классической драматургии: «Господин де Пурсоньяк» Мольера (1938), «Слуга двух господ» Карло Гольдони и другие.
В период Великой Отечественной войны актёры театра, разбившись на несколько бригад, выезжали со спектаклями в действующую армию.
В 1951 году театр переместился в здание на Малой Бронной улице, дом 4 ст. 2.
В конце 1940-х — начале 1950-х популярность театра снизилась, критики отмечали, что постановки «серые и однообразные». Выйти из этого застоя театр смог в 1953 году благодаря постановке спектаклей по пьесам Владимира Маяковского «Баня», «Клоп» и «Мистерия-буфф» .
|  | Много я видела радостного в Москве. Жизнь хорошеет, веселеет… В области искусства особенно порадовала «Баня» в Театре сатиры. Итак, неудача, которую Маяковский потерпел в театре четверть века тому назад, оказалась всего лишь сражением, потерянным на пути к победе: оказалось, что «Баня» великолепно доходит не только до читателя и слушателя, но и до зрителя. Оказалось, что каждое слово диалога перелетает через рампу и попадает в цель без промаха. Доказала это постановка Театра сатиры.Эльза Триоле |

Значимыми событиями стали постановки «А был ли Иван Иванович?» Назыма Хикмета в 1957, «Тёркин на том свете» по Александру Твардовскому в 1966 и «Доходное место» Александра Островского. Эти спектакли определили публицистическую направленность театра и установили новый уровень зрелищности спектаклей.
В 1958 году труппа театра впервые отправилась на гастроли за границу в Польшу.
В 1963-м театр переехал в здание 32/2 на Ленинградском проспекте, но пробыл там недолго, уже в 1965 году был переведён на Триумфальную площадь. В постановках того времени преобладала философская трагическая сатира. Основными спектаклями были: «Дон Жуан, или Любовь к геометрии» Макса Фриша, «Безумный день, или Женитьба Фигаро» Пьера Бомарше, «Ревизор» Николая Гоголя, «Горе от ума» Александра Грибоедова и другие.
В 1984 году Министерство культуры СССР присвоило театру звание академического.

## Современность
В 2012 году Театр сатиры наряду с «Современником», Академическим театром имени Маяковского, Музыкальным театром имени Станиславского принял участие в проекте «Золотая коллекция спектаклей» — записи спектаклей выкладывали на YouTube-канал.
В 2015 году Театр сатиры был признан одним из самых посещаемых московских театров: залы заполнялись почти на 90 %, количество зрителей превысило 2,5 миллиона.
13 октября 2021 года художественный руководитель театра Александр Ширвиндт ушёл в отставку, став президентом театра и оставаясь им до самой своей смерти 15 марта 2024 года. Его преемником на посту худрука стал Сергей Газаров.
28 декабря 2021 года приказом Департамента культуры города Москвы к Московскому академическому театру сатиры присоединён театр «Прогресс сцена Армена Джигарханяна» (после вхождения — Прогресс сцена А. Джигарханяна Театра сатиры). Труппа театра значительно увеличивается. Спектакли идут на 4-х площадках: основной сцене и сцене «Чердак Сатиры» (Триумфальная площадь, д. 2, стр. 1), Прогресс сцене А. Джигарханяна Театра сатиры (Ломоносовский проспект, д. 17) и Детской сцене Театра сатиры (улица Кооперативная, д. 4, корп. 15).
7 июня 2024 года художественным руководителем назначен Евгений Герасимов. Эту должность он совмещает с постом художественного руководителя Театра на Малой Ордынке.

## Персоналии

### Художественные руководители
- 1924—1926 — Алексей Алексеев[16][28]
- 1926—1929 — Давид Гутман[8][29][30][18]
- 1933—1948 — Николай Горчаков[8][16][31][18]
- 1948—1953 — Николай Петров[8][16][18]
- 1953—1956 — Пётр Васильев[18][32]
- 1957—2000 — Валентин Плучек[7][8][16][33]
- 2000—2021 — Александр Ширвиндт[7][8][16][34]
- 2021—2024 — Сергей Газаров[35]
- 2024 — н. в. — Евгений Герасимов

### Президент театра
- 2021—2024 — Александр Ширвиндт

### Актёры
В разные годы в труппе театра работали знаменитые советские и российские актёры: Рина Зелёная, Владимир Лепко, Владимир Хенкин, Татьяна Пельтцер, Валентина Токарская, Георгий Тусузов, Иван Любезнов, Евгений Весник, Спартак Мишулин, Зоя Зелинская, Татьяна Васильева, Анатолий Папанов, Бронислава Захарова, Андрей Миронов, Светлана Рябова, Ольга Аросева, Вера Васильева, Алексей Овечкин, Виктор Бакин, Алексей Колган, Фёдор Добронравов, Максим Аверин, Сергей Бурунов и другие.

## Труппа театра
По состоянию на июнь 2025 года в труппе театра состоит 107 артистов.
Народные артисты РФ
- Юрий Васильев (с 1976)
- Светлана Рябова (с 1984)
- Наталья Селезнёва (с 1966)
- Михаил Хомяков (с 2024)
- Алёна Яковлева (с 1985)

Заслуженные артисты РФ
- Андрей Анкудинов (с 2022)
- Александр Воеводин (с 1971)
- Валерий Гурьев (с 2006)
- Наталия Защипина (с 1961)
- Андрей Зенин (с 1984)
- Марина Ильина (с 1991)
- Наталья Карпунина (с 1990)
- Нина Корниенко (с 1969)
- Ольга Кузина (с 2022)
- Игорь Лагутин (с 2001)
- Зинаида Матросова (с 1975)
- Александр Мохов (с 2022)
- Юрий Нифонтов (с 2001)
- Виктор Рухманов (с 1957)
- Сергей Серов (с 2022)
- Наталия Фекленко (с 1968)
- Александр Чевычелов (с 2010)
- Сергей Чурбаков (с 1984)
- Лилия Шарапова (с 1962)
- Валентина Шарыкина (с 1962)

Народный артист Удмуртии
- Анатолий Морозов (с 2022)

Актёры
- Кирилл Анисимов (с 2022)
- Алексей Анненков (с 2022)
- Александр Багрянцев (с 2022)
- Андрей Барило (с 1994)
- Антон Буглак (с 2013)
- Станислав Буров (с 2022)
- Михаил Владимиров (с 1997)
- Дмитрий Володин (с 2022)
- Юрий Воробьёв (с 1976)
- Ибрагим Гагиев (с 2022)
- Иван Гордиенко (с 2022)
- Юрий Горин (с 2016)
- Максим Демченко (с 2013)
- Михаил Железнов (с 2022)
- Мгер Закарян (с 2023)
- Константин Карасик (с 2002)
- Роман Керн (с 2022)
- Денис Кириллов (с 2022)
- Сергей Климов (с 2022)
- Сергей Колповский (с 2007)
- Александр Копылов (с 2022)
- Фёдор Лавров (с 2022)
- Алексей Лапшин (с 2022)
- Илья Малаков (с 2022)
- Никита Манилов (с 2017)
- Артём Минин (с 2017)
- Иван Михайловский (с 2006)
- Денис Надточий (с 2022)
- Влад Окропиридзе (с 2022)
- Никита Полицеймако (с 2023)
- Артемий Соколов-Савостьянов (с 2022)
- Пётр Ступин (с 2022)
- Тимур Тихомиров (с 2022)
- Дмитрий Тополь (с 2024)
- Григорий Трапезников (с 2023)
- Иван Федотов (с 2019)
- Максим Финогенов (с 2022)
- Руслан Хабиев (с 1993)
- Евгений Хазов (с 2006)
- Альберт Хасиев (с 2022)
- Александр Чернявский (с 2003)
- Виталий Четков (с 2022)
- Сергей Шнырёв (с 2022)
- Станислав Эвентов (с 2022)

Актрисы
- Вероника Агапова (с 2008)
- Мария Анисимова (с 2022)
- Моряна Анттонен-Шестакова (с 2022)
- Майя Горбань (с 2014)
- Ксения Громова (с 2022)
- Лиана Ермакова (с 2012)
- Анна Ефремова (с 2022)
- Мария Железнова (с 2022)
- Кристина Исайкина (с 2022)
- Арина Кирсанова (с 1996)
- Мария Козакова (с 2013)
- Любовь Козий (с 2012)
- Лариса Крупина (с 2022)
- Лана Крымова (с 2022)
- Анастасия Кузнецова (с 2018)
- Ольга Кузнецова (с 1979)
- Инна Лясковец (с 2022)
- Светлана Малюкова (с 2003)
- Марина Маняхина (с 2011)
- Александра Мареева (с 2022)
- Анастасия Микишова (с 2006)
- Валерия Моисеева (с 2017)
- Карина Муса (с 2021)
- Татьяна Мухина (с 2022)
- Доната Нафикова (с 2022)
- Юлия Пивень (с 1997)
- Мария Протасова (с 2023)
- Елена Синилова (с 2011)
- Мария Соловьева (с 2022)
- Ольга Суркова (с 1982)
- Елена Ташаева (с 2006)
- Татьяна Титова (с 1982)
- Надежда Филиппова (с 2022)
- Екатерина Хлыстова (с 2004)
- Ксения Худоба (с 2022)
- Ольга Чернова (с 2022)
- Светлана Чигрина (с 2022)

Приглашённые артисты
- Максим Аверин — народный артист РФ (с 2018)
- Екатерина Волкова (с 2025)
- Лев Казанский (с 2023)
- Инга Оболдина — заслуженная артистка РФ (с 2022)
- Янина Студилина (с 2024)
- Ангелина Стречина (с 2022)
- Анастасия Терентьева (с 2024)
- Сергей Чонишвили — заслуженный артист РФ (с 2022)

## Награды и премии
- Постановка по пьесе Николая Дьяконова «Свадьба с приданым» (1949) в Театре сатиры получила Сталинскую премию третьей степени[36]
- В 1974 году награждён орденом Трудового Красного Знамени[37]
- Почётная грамота Президиума Верховного Совета Азербайджанской ССР (20 сентября 1976)[38]
- В 2002 году театр победил в номинации «Лучший театр года» в Соединенных Штатах Америки[39]
- 10 февраля 2025 года коллектив Театра Сатиры награждён орденом «За заслуги в культуре и искусстве» за вклад в развитие отечественной культуры и искусства, многолетнюю плодотворную деятельность[40]

## Статьи и публикации
- Илья Маршак, Ася Иванова. 7 знаменитых спектаклей Театра Сатиры // Вечерняя Москва : газета. — 2013. — 30 сентября. — ISSN 1025-1200.
- Кривой Джимми. Энциклопедия циркового и эстрадного искусства (электронная версия) (2013). Дата обращения: 16 января 2019.
- Московский академический театр Сатиры. Справка. РИА Новости (1 октября 2009). Дата обращения: 16 января 2019.
- Надежда Белялова. Московский академический театр сатиры. Досье // ТАСС : информационное агентство. — 2014. — 30 сентября.
- Мельникова Е. В. Основные этапы использования информационных технологий в театральной деятельности в России (рубеж XX-XXI вв. ) // Омский научный вестник : журнал. — 2014. — № 2(126). — С. 29—31. — ISSN 1813-8225.
- В Москве назвали самые посещаемые театры в 2015 году // Борисовские пруды : газета. — 2016. — 9 февраля.
- Алексей Иевлев, Валерий Туркин. Как обрела крылья «Свадьба» Николая Дьяконова // Красное Знамя : информационный портал. — 2011. — 9 января.
- Улькер Мехдиева. В Азербайджане любят русский театр - директор Московского Театра сатиры // Sputnik : новостное агентство. — 2015. — 21 мая.